# Village d'Huaxi
Le village d'Huaxi (chinois simplifié: 华西 村; chinois traditionnel: 华西 村; pinyin: Huaxi CUN), est situé à l'est de la ville de Jiangyin, dans la province de Jiangsu, il prétend être le village le plus riche de Chine.
Wu Renbao (chinois simplifié. : 吴仁宝; chinois traditionnel: 吴仁宝; pinyin: Wu Rénbǎo), ancien secrétaire du Comité du Parti communiste du Village de Huaxi, a élaboré un plan pour transformer ce qui était une localité rurale pauvre en une communauté riche et moderne. Huaxi s'est proclamé village socialiste modèle.
A Huaxi, les habitants ne paient ni les frais de santé ni de logement mais doivent travailler 10 heures par jour sept jours par semaine sous peine d'être exclu de la ville, auquel cas il ne toucheront aucun dédommagement.
Le village de Huaxi est largement utilisé par le régime chinois pour émettre une propagande stakhanoviste. Certaines personnes suspectent donc la République Populaire de Chine de financer le village d'Huaxi.